# Сэндс, Райан
Райан Николас Сэндс (англ. Ryan Nicholas Sandes; род. 10 марта 1982) — южноафриканский бегун на длинные дистанции. Специализируется на трейлраннинге.

## Образование
Райан учился в южноафриканской колледжной школе S.A.C.S.. Увлекался крикетом, рэгби и водным поло. Получил степень бакалавра в сфере строительстве, а позже диплом с отличием в сметном деле в Кейптаунском университете. Кроме трейлраннинга, активно увлекается маунтинбайком, греблей и серфингом.

## Спортивная карьера
В 2010 году он стал первым спортсменом, который выиграл все четыре забега серии 4 Пустыни, каждый из которых состоял из 6-7 дней, 250 км на собственном обеспечении через пустыни Атакама в Чили, Гоби в Китае, Сахара в Египте и последняя в Антарктиде. Его достижение сподвигнуло Мэри Гэдамс, основателя и руководителя проекта Наперегонки С Планетой, и организатора самого мероприятия заявить, что “Райан Сэндс очевидно один из самых выдающихся ультрамарафонцев в мире - выиграть все 4 забега по пустыням является удивительным достижением.” На данный момент только 81 человек финишировал во всех четырех забегах. 11 спортсменов смогли преодолеть Большой Шлем 4-х Пустынь, т.е. прохождение всех четырех дистанций за один календарный год (с 1 января по 31 декабря). В 2010 году журнал Time включил проект 4 Пустыни в список 10 самых сложных ультразабегов в мире.
В 2008 Райан выиграл Гонку по Сахаре и Марш Гоби, в 2009 стал вторым в проекте Наперегонки С Планетой в Намибии и победителем Ультрамарафона Джунглей в национальном лесу Тапажос в штате Пара, Бразилия, установив новый рекорд трассы.
В 2011 он выиграл Ледвилл Трейл 100 со временем 16:46:54, более чем на полчаса опередив своего преследователя Дилана Боумена. В 2012 он выиграл забег North Face 100 в Австралии со временем 9:22:45, а в 2011 занял 3-е место.
В августе 2012 Райан Сэндс улучшил рекорд Расселла Паше в 90-километровом забеге по каньону Фиш Ривер с 10 часов 54 минут до 6 часов 57 минут.
1 марта 2014 Сэндс выиграл второй забег Мировой Серии Ультратрейлов - The North Face ТрансГранКанария. После победы он был временно дисквалифицирован, так как не смог предъявить на финише спасательное одеяло, которое являлось обязательным снаряжением. Он подал апелляцию и был восстановлен в качестве победителя соревнования.
Финишировав вторым в ультрамарафоне Вестерн Стейтс в 2012-м, Райан выиграл забег пять лет спустя со временем 16:19:37.
С напарником по бегу Рино Грисл установил самое быстрое время прохождения через Драконовы горы в Южной Африке, неразмеченный маршрут через Большой Уступ между Южной Африкой и Лесото. Он составляет порядка 204 км с набором/сбросом высоты в 9000 м. Рекорд был установлен в период с 12 ночи понедельника  24 марта 2014 и заходом солнца во вторник 25 марта за время 41 час 49 минут. Спортсмены спали всего несколько минут в середине пути и позже рассказывали о галлюцинациях из-за усталости и звуках вертолетов, которых поблизости не было.
В марте 2018 Райан и Рино установили самое быстрое время прохождения Великих Гималайских Троп. В целом они пробежали 1504 км за 24 дня 4 часа и 24 минуты.

## Достижения
| Год  | Соревнование                    | Место проведения           | Место | Дистанция | Время    |
| ---- | ------------------------------- | -------------------------- | ----- | --------- | -------- |
| 2008 | Марш Гоби                       | Китай                      | 1     | 250 км    | 24:38:20 |
| 2008 | Гонка Сахара                    | Египет                     | 1     | 250 км    | 27:09:17 |
| 2010 | Переход через Атакаму           | Чили                       | 1     | 250 км    | 23:58:39 |
| 2011 | The North face 100 Aвстралия    | Австралия                  | 3     | 100 км    | 9:54:57  |
| 2011 | Ледвилл Трейл 100               | Ледвилл, США               | 1     | 100 миль  | 16:46:54 |
| 2012 | The North face 100 Aвстралия    | Австралия                  | 1     | 100 км    | 9:22:45  |
| 2012 | Вестерн Стейтс                  | Скво-Вэлли, США            | 2     | 100 миль  | 15:03:56 |
| 2013 | The North face ТрансГранКанария | Канарские острова, Испания | 1     | 83 км     | 8:11:27  |
| 2013 | Международный марафон Патагония | Чили                       | 1     | 63 км     | 4:24:28  |
| 2014 | The North face ТрансГранКанария | Канарские острова, Испания | 1     | 125 км    | 14:27:42 |
| 2014 | Маунт Фудзи Ультратрейл         | Япония                     | 2     | 100 миль  | 20:18:59 |
| 2016 | Таравера Ультрамарафон          | Новая Зеландия             | 3     | 102 км    | 8:30:40  |
| 2017 | Вестерн Стейтс                  | Скво-Вэлли, США            | 1     | 100 миль  | 16:19:37 |
| 2017 | Кейптаун Ультратрейл            | Кейптаун, Южная Африка     | 2     | 100 км    | 9:56:03  |